# Múscul flexor curt dels dits del peu
El múscul flexor curt dels dits del peu (musculus flexor digitorum brevis) s'estén al mig de la planta del peu, immediatament per sobre de la part central de l'aponeurosi plantar, amb la qual s'uneix fermament.
La seva superfície profunda està separada dels vasos plantars laterals i nervis per una capa prima de fàscia.

## Origen i inserció
Sorgeix per un tendó estret, del procés medial de la tuberositat del calcani, des de la part central de l'aponeurosi plantar, i des dels septes intermusculars entre aquest i els músculs adjacents.
Passa endavant, i es divideix a quatre tendons, un per a cada un dels quatre dits menors.
Davant les bases de les primeres falanges, cada tendó es divideix en dos tires, per permetre el pas del tendó corresponent del flexor llarg comú dels dits; les dues porcions del tendó llavors uneixen i formen un canal estriat per a la recepció del tendó flexor llarg que acompanya.
Finalment, es divideix per segona vegada, i s'insereix als costats de la segona falange a nivell de la seva meitat. El mode de divisió dels tendons del flexor curt dels dits, i de la seva inserció a les falanges, és anàleg a la dels tendons del flexor comú superficial dels dits a la mà.

## Innervació
És mitjançant el nervi plantar medial.

## Variacions
La tira al dit petit pot ocasionalment ser absent, on al seu lloc pot haver-hi un múscul fusiforme petit que sorgeix del tendó flexor llarg o del quadrat plantar.

## Imatges addicionals
- Múscul flexor curt dels dits del peu.
- Ossos del peu dret. Superfície plantar.
- Múscul flexor curt dels dits del peu.
- Secció coronal a través de les articulacions talocrural i astragalocalcània dretes.